# NGC 3750
إن جي سي 3750 (بالألمانية: NGC 3750) التي يرمز لها بالرمز NGC 3750، هي مجرة، في كوكبة الأسد.

## الاكتشاف
اكتشفت في 5 أبريل 1874، بواسطة رالف كوبلاند.